# María de los Dolores Peinador Narvión
María de los Dolores Peinador Narvión (Calatayud, España, 13 de mayo de 1819-Madrid, 12 de agosto de 1894), fue una mujer española convertida en mito popular y protagonista de novelas y dramas teatrales, zarzuelas, óperas y algún poema sinfónico, y películas cinematográficas.

## Biografía
Nacida en Calatayud el 13 de mayo de 1819, la Dolores fue hija de Blas Peinador (gallego y teniente de los Reales Ejércitos) y de Delfina Manuela Narvión, de una de las familias ricas bilbilitanas, y que moriría en 1894, cuando ella tenía setenta y cinco años. El viudo, que desde 1825 era Alcalde Mayor de la vecina localidad de Daroca, se casó de nuevo y «más preocupado por su carrera política que por los hijos de su primer matrimonio» llegaría a ostentar el cargo de Alcalde Mayor y Juez de Primera Instancia de Gerona en 1832.
Por su parte, María Dolores, descrita en su mocedad «alta, rubia, de ojos azules, que más por el señorío de su porte y su gentileza, atraía por la sugestión de su mirada». A los veinte años de edad, Dolores se casó en secreto en Zaragoza con Esteban Tovar, un teniente granadino que dejó el ejército para vivir de la herencia de Dolores, objetivo que ambos consiguieron dilapidar en poco tiempo y que les llevó a la miseria. Completando la biografía de Dolores Peinador, Sánchez Portero relata que tras no poder hacer frente a una sustanciosa deuda y después de haber vivido en Calatayud (donde Dolores engendró cuatro hijos, Amalia, Manuel, Enrique y Emilia Cruz, y comenzó a forjar su leyenda), el arruinado matrimonio se trasladó a Madrid, donde vivió sucesivamente en la calle de la Ballesta, la calle de la Cruz Verde, la de Jardines y en el número 8 de la Flor Alta, donde Dolores murió en agosto de 1894 en una de las dependencias de los bajos del Palacio de los Marqueses de Altamira, y «fue enterrada en La Almudena en una tumba de caridad». Cabe anotar que en Madrid, Dolores concibió dos hijos más, Esteban, nacido en 1857, y Casilda Enriqueta, nacida en 1860.
Las biografías coinciden en señalar que la última etapa de la vida de “la Dolores” en Madrid «transcurrió en muy especiales circunstancias». También suelen coincidir en considerar el caso de ‘la Dolores’ como fruto de la síntesis de un «padre egoísta y despreocupado, y un marido ambicioso y libertino» en el ámbito represivo de la mujer española del siglo xix.

## El mito y su repercusión

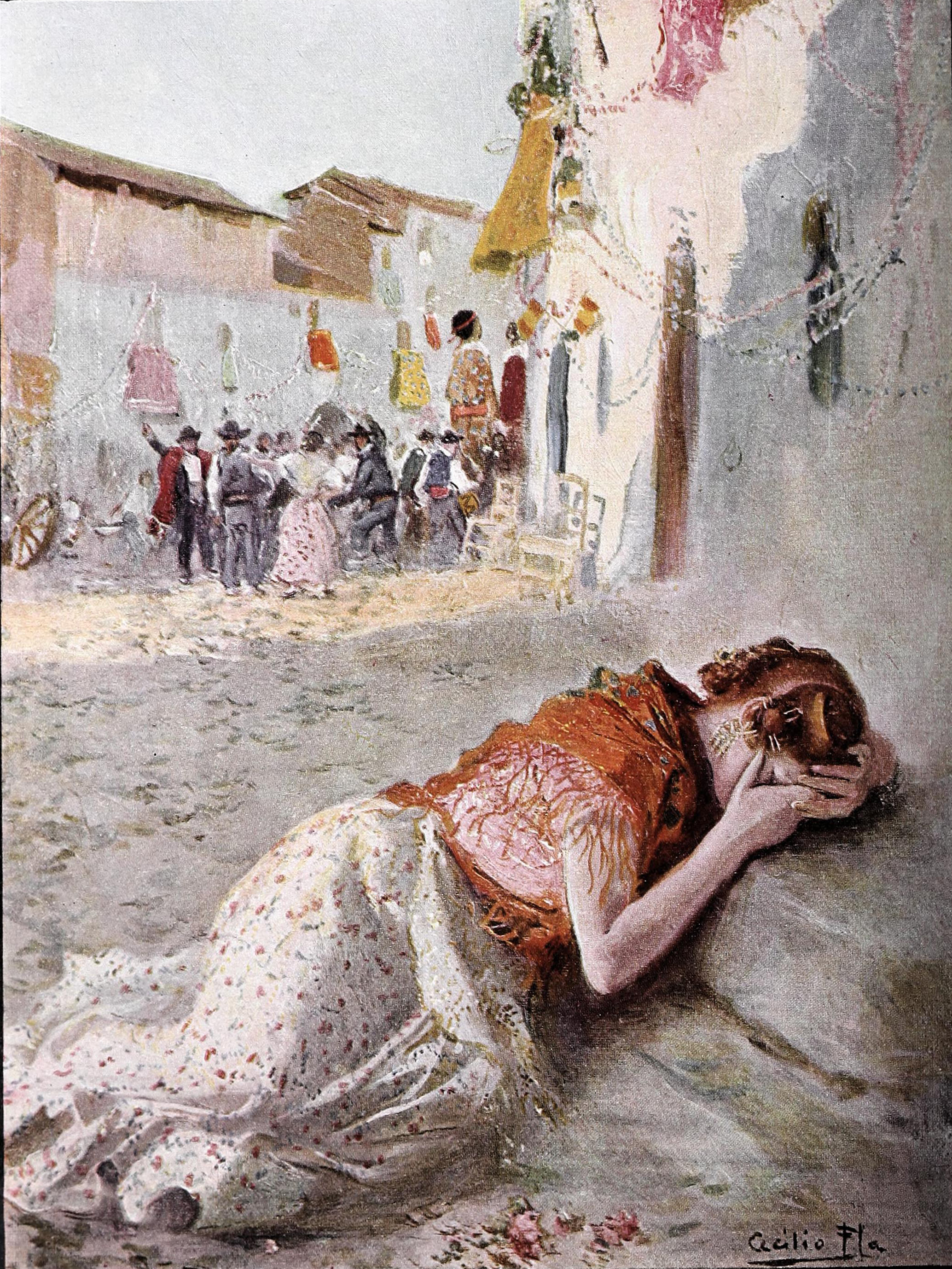
Doloretes, un personaje de Arniches, pintado por Cecilio Pla para Blanco y Negro (08-11-1902).

José María Iribarren, en su libro El porqué de los dichos, y el propio José Feliú y Codina –autor del libreto dramático que luego se hizo zarzuela– citan a un ciego (‘Pascualón’) como autor o al menos cantor-recitador de la primitiva copla popular. Aunque algunos autores relatan el episodio del ciego cuando «una guapa moza, donairosa y alegre» le preguntara en tono cariñoso por la causa de su ceguera y le diera una limosna, los versos equívocos de la copla popular eran: «Si vas a Calatayud, pregunta por la Dolores, que es una chica muy guapa, y amiga de hacer favores» (y el equívoco era ‘qué tipo de’ favores). La versión del texto que recogió Iribarren se publicó en El Español del 13 de octubre de 1945 con el título «Cómo nació la canción de La Dolores», artículo firmado por Gregorio García Arista. Los estudiosos del tema sitúan la aparición de la copla anónima en el Calatayud de mediados del siglo xix, y la consideran responsable de que Dolores Peinador se trasladase a Madrid.
El mito de la Dolores legendaria, más allá del romance de ciego o la jota que lo popularizó, entró en ámbito de lo artístico cuando en 1867, Mariano Obiols compone un poema sinfónico que serviría de espejo romántico para una larga sucesión de versiones más o menos afines como la ópera de Auteri Manzocchi, estrenada en Florencia en 1875 o la Tanda de valses de Émile Waldteufel (1880), que germinaron a su vez en una colección de piezas de diversos géneros músico-dramáticos como la ópera bufa del francés Desiré Henri Prys (de 1883); la ópera de André Pollonnais (estrenada en Niza, en 1897); la Serenata de Carosio (1916); el minidrama musical de Adams y Sentís (estrenado en Marsella en 1919); la opereta de Robert Stolz, (estrenada en Budapest también en 1917); el poema sinfónico Una noche en Calatayud, obra de Pablo Luna en 1924; la Marcha española, de José Sentís (1927); el ‘Vals de Rampaldi’ (1930); el pasodoble Si vas a Calatayud (1944), de Salvador Valverde y Ramón Zarzoso; la ópera de Germaine Tailleferre, estrenada en París en 1950; el «roman musical» de Michel Maurice Lèvy (estrenado también en París, en 1952), con libreto de Louise Marion basado en la novela de Vicente Blasco Ibáñez titulada Flor de mayo; y el ballet lírico-dramático titulado ¿Quién fue La Dolores?, de José Miguel Pamplona (presentado en Calatayud, en 1994). En este capítulo musical, cabe destacar sin embargo la ópera de Tomás Bretón que con el título escueto y luego ejemplar de La Dolores fue estrenada el 16 de marzo de 1895 en el Teatro de la Zarzuela de Madrid, según un libreto escrito por el propio Tomás Bretón, siguiendo el relato de Feliú y Codina. Ese mismo año, en los escenarios teatrales, el libreto de Feliú y Codina inspiró otros juguetes cómico-dramáticos como: Dolores... de cabeza o El colegial atrevido (1895), parodia de Garcés con partitura musical del maestro Arnedo. Seguirían luego, el boceto lírico-dramático de Carlos Arniches Doloretes (1901), con música de Amadeo Vives y Manuel Quislant; la glosa dramática La hija de la Dolores estrenada por Luis Fernández Ardavín en Madrid en 1927; la zarzuela Si vas a Calatayud (1932), con libreto de César de Haro y música de Quintín Esquembre; y la comedia dramática de Acevedo Lo que fue de la Dolores (1933).
En la literatura, y además del citado boceto biográfico de Feliú y Codina, pueden citarse las novelas tituladas La María, de Darío Pérez (1895); Dolores o La moza de Calatayud (1900), de Álvaro Carrillo; y Calatayud, una ilusión o La copla de la Dolores (1984), de Elías Filpi Labruna.
También fue recogido en el cine español este mito legendario en La Dolores (1908), de Fructuoso Gelabert y Enrique Gimeno; o películas del mismo título dirigidas por Maximiliano Thous en 1923 y Florián Rey en 1939 (versión que interpretó Conchita Piquer); además de La copla de la Dolores de Benito Perojo en 1947 (interpretada por Imperio Argentina); y Alma Aragonesa, dirigida en 1961 por José Ochoa (interpretada por Lilián de Celis).

## Reconocimientos
También rememoran su nombre, la denominación del Mesón de la Dolores y una escultura de homenaje al mito, ambas en Calatayud.
Desde 2016 se lleva celebrando "La Dolores, un viaje en el Tiempo", la recreación del Calatayud del siglo XIX que rememora la juventud de Dolores Peinador.
www.preguntameporladolores.com Archivado el 21 de mayo de 2018 en Wayback Machine.